# لوییر ۴۶
لوییر ۴۶ (به انگلیسی: Loire_46) یک هواگرد از نوع هواگرد آموزشی ساخت شرکت Loire Aviation است. هواگرد لوییر ۴۶ نخستین پروازش را در ۱ سپتامبر ۱۹۳۴ میلادی انجام داد. این هواگرد در سال ۱۹۳۶ میلادی رسماً معرفی گردید. در مجموع، تعداد ۶۱ فروند از این هواگرد ساخته شده‌است.